# Oster-Ohrstedt
Oster-Ohrstedt település Németországban, Schleswig-Holstein tartományban. Lakosainak száma 657 fő (2023. december 31.).

## Népesség
A település népességének változása:
| Lakosok száma | 492  | 618  | 605  | 617  | 652  | 662  | 657  |
|               | 1975 | 2014 | 2017 | 2019 | 2021 | 2022 | 2023 |